# هنري وينستون
هنري وينستون (بالإنجليزية: Henry Winston)‏ هو سياسي أمريكي، ولد في 2 أبريل 1911 في هاتيسبورغ في الولايات المتحدة، وتوفي في 13 ديسمبر 1986 في الاتحاد السوفيتي.